# Желько Кірінчич
Желько Кірінчич (Željko Kirinčić) (1959) — хорватський дипломат. Надзвичайний і Повноважний Посол Хорватії в Україні (2006—2012).

## Біографія
Народився 8 серпня 1959 року в Загребі. У 1983 закінчив Загребський університет, факультет зовнішньої торгівлі. Володіє англійською та німецькою мовами.
З 1985 по 1989 — Головний радник відділу зовнішньої торгівлі компанії «Mladost», Загреб, Хорватія.
З 1989 по 1991 — Директор з експортних операцій компанії «Mladost», Загреб;
З 1992 по 1993 — Головний радник Міністерства торгівлі Хорватії;
З 1993 по 1994 — керівник Управління міжнародних економічних відносин в Міністерстві економіки Хорватії;
З 1994 по 1995 — помічник міністра з міжнародних економічних відносин Міністерства економіки Хорватії;
З 1995 по 1999 — Надзвичайний і Повноважний Посол Хорватії в Індонезії та за сумісництвом в Сингапурі, Філіппінах, Таїланді.
З 1999 по 2003 — Надзвичайний і Повноважний Посол Хорватії в Китаї та за сумісництвом в Монголії і КНДР;
З 2004 по 2005 — керівник Управління двостороннього економічного співробітництва Міністерства закордонних справ Хорватії;
З 2005 по 2006 — Генеральний директор Хорватського Торгово-інвестиційного фонду;
З 12.2006 по 09.2012 — Надзвичайний і Повноважний Посол Хорватії в Україні;